# Gabriele Filippucci
Gabriele Filippucci (ur. 11 marca 1631 w Maceracie, zm. 21 lipca 1706 w Rzymie) – włoski duchowny rzymskokatolicki, prawnik i kardynał.
Najwyższymi święceniami kapłańskimi, jakie przyjął, były święcenia subdiakonatu.

## Życiorys

### Młodość
Pochodził z rodziny patrycjuszowskiej z Maceraty. Ukończył studia teologiczne i prawnicze, uzyskując doktorat z prawa w 1655. Po zakończeniu studiów udał się do Rzymu, gdzie odbywał praktyki prawnicze w Kurii Rzymskiej. Na krótko powrócił do rodzinnej Maceraty w związku z epidemią dżumy w Rzymie. Po powrocie do Wiecznego Miasta pracował jako adwokat w kancelarii E. Eusebiego, który był znany jako prawnik ubogich, a następnie samodzielnie. Po śmierci starszego brata ojciec chciał go zmusić do małżeństwa w celu potrzymania rodziny, jednak Gabriele odmówił powołując się na śluby celibatu.

### Praca w Kurii Rzymskiej
Dobra reputacja Filippucciego jako prawnika zwróciła na niego uwagę Kurii Rzymskiej. Za pontyfikatu Klemensa IX, po odmowie oferowanego mu stanowiska w Nuncjaturze Apostolskiej w Rzeczypospolitej, otrzymał urząd audytora miasta Rzymu.
Znany był z programu reformy sądów kościelnych. W związku tym w 1694 papież Innocenty XII włączył go do Trybunału Sygnatury Apostolskiej, czyniąc przy tym wyjątek, gdyż nominacje do Sygnatury odbywały się wówczas ze względu na starszeństwo, nie zasługi, oraz mianował kanonikiem bazyliki watykańskiej. Filippucci jednak odmówił przyjęcia obu stanowisk. Rok później Innocenty XII ponownie zaproponował mu stanowisko w Sygnaturze Apostolskiej oraz kanonię laterańską. 23 grudnia 1695 Filippucci przyjął nominacje pod warunkiem, że nie będą one wiązały się z żadnymi beneficjami.
Filippucci mając opinię dobrego i uczciwego prawnika cieszył się zaufaniem Innocentego XII i często był proszony przez papieża o udzielanie mu rad. Otrzymał również urzędy audytora i konsultora Penitencjarii Apostolskiej. Filippucci zajmował się badaniem procesów sądowych, głównie karne, często uzyskując uchylenie wyroków, w tym wyroków śmierci. Innocenty XII chciał go również mianować kardynałem, jednak nie zdążył przed swoją śmiercią.

### Rezygnacja z kardynalatu
Kolejny papież, Klemens XI, również cenił Filippucciego. Awansował go w strukturach kurialnych z nakazem przyjęcia urzędów. W 1706 mianował go również kardynałem. Filippucci dowiedziawszy się o nominacji, poinformował papieża, że nie chce jej przyjąć, jednak została ona ogłoszona. Podczas konsystorzu 17 maja 1706, na którym nastąpiło oficjalnie mianowanie kardynałów, odczytano memoriał Filippucciego, w którym błagał papieża o zwolnienie go z przyjęcia godności, co wprawiło zebranych w osłupienie. Klemens XI postanowił jednak mianować Filippucciego kardynałem, dając mu czas na przemyślenie decyzji, której jednak ten nie zmienił. Dowiedziawszy się, że obawa przed nakazem przyjęcia kardynalatu, pogorszyła stan zdrowia Filippucciego, Klemens XI postanowił nie wywierać na niego nacisków i powołał 13-osobową komisję kardynałów w celu zbadania czy człowiek, który został mianowany przez papieża kardynałem, powinien być uważany za kardynała, jeśli odmówił nominacji. Komisja dała odpowiedź negatywną i na tajnym konsystorzu 7 czerwca 1706 Klemens XI przyjął zrzeczenie się Filippucciego z godności kardynała.
Niedługo po tych wydarzeniach, 21 lipca 1706, Filippucci zmarł na wodobrzusze. Mimo iż w testamencie zastrzegł, że chce skromny pogrzeb, papież urządził mu na swój koszt pogrzeb z uroczystą oprawą.